# Elymus stenostachyus
Elymus stenostachyus är en gräsart som först beskrevs av Aleksandre Melderis, och fick sitt nu gällande namn av O.Andersson och Dieter Podlech. Elymus stenostachyus ingår i släktet elmar, och familjen gräs. Inga underarter finns listade i Catalogue of Life.